# Meszno (przystanek kolejowy w województwie opolskim)
Meszno (Meszno Nyskie)- przystanek osobowy na zlikwidowanej linii nr 259 Otmuchów - Dziewiętlice, w miejscowości Meszno, w województwie opolskim, w powiecie nyskim, w gminie Otmuchów, w Polsce.
Przystanek położony był w odległości około pół kilometra od skaju wsi. Dworcem kolejowym stacji był murowany piętrowy budynek z czerwonej cegły, z parterowym magazynem stacji towarowej. Stacja posiadała bocznicę towarową plac brukowany, dwie wagi towarowe.
Obecnie budynek stacji stanowi własność prywatną i jest zamieszkały.